# Wayne Wheeler
Pour les articles homonymes, voir Wheeler.
Wayne Bidwell Wheeler, né le 10 novembre 1869 à Brookfield Township dans l'Ohio et mort à Battle Creek dans le Michigan le 5 septembre 1927, est un avocat américain, qui contribua à mettre en place dans son pays le système de la prohibition. Il est considéré comme un des précurseurs du lobbyisme politique aux États-Unis.

## Biographie

### Vocation
Fils de Joseph Wheeler et de Ursula Hutchinson, Wayne Wheeler naît dans une ferme du comté de Trumbull, dans l'Ohio.
Enfant, alors qu'il travaille à la ferme, il est marqué par plusieurs rencontres effrayantes avec des hommes aux prises avec l'alcool, qui l'impressionnent profondément, nourrissant chez lui une aversion durable pour les boissons alcoolisées.
Il entame des études secondaires à Sharon en Pennsylvanie puis à l'université d'arts libéraux de l'Ohio Oberlin College, où il se fait remarquer par ses qualités de débatteur. Il y rencontre Howard Hyde Russel, qui a fondé une section de l’Anti-Saloon Ligue dans l’Ohio. Il obtient son diplôme en 1894.
Il entreprend des études de juriste tout en travaillant et il est diplômé en droit de la Western Reserve University en 1898 et c'est d'abord comme étudiant qu'il s'engage alors dans la lutte pour la tempérance. Après l'obtention de son diplôme, il rejoint l’Anti-Saloon League (ASL) et apprend à maîtriser son credo sur le terrain. 
En 1901, il épouse Ella Belle Candy, dont la fortune du père, sympathisant de l'ASL, lui assure une sécurité financière que son salaire à la Ligue ne lui procure pas encore. Le couple aura trois fils.
En 1904, Wayne Wheeler devient surintendant de l'ASL de l'État de l'Ohio et, en 1906, s'y bat contre la réélection de Myron Timothy Herrick, populaire gouverneur de l'État. La défaite de celui-ci est la première victoire significative de Wayne Wheeler. Wayne Wheeler occupe ce poste[Lequel ?] jusqu'en 1915.

### National Anti-Saloon League
En 1905, trois États américains interdisent l'alcool. En 1912, le nombre de ces États est passé à neuf. Wayne Wheeler se rend à Washington, où il devient membre du comité exécutif et l'avocat général de la National Anti-Saloon League. 
Sous sa direction, la Ligue se concentre entièrement sur l'objectif de faire passer une législation stricte quant à la fabrication, au transport et à la consommation de l'alcool. Elle œuvre pour cela, essentiellement aux niveaux locaux et ne néglige pas le partenariat avec les églises. De son point de vue, la politique de répression est tout aussi importante que celle de l'éducation.
Il fait partie de la direction de l’American Issue Publishing Company, la compagnie qui porte les millions de publications de la l'Anti-Saloon Ligue, et du comité permanent de la World League Against Alcoholism, qui regroupe les ligues de tempérance d'une cinquantaine de pays.
Refusant de s'affilier à un quelconque courant politique, elle propose son appui aux candidats dont la position est comparable à la sienne dans le domaine de l'alcool. Wayne Wheeler développe alors des groupes de pression pour atteindre ses objectifs, initiant pour les États-Unis un des premiers lobbyismes, connu sur le nom de « Wheelerisme ». En 1916, la prohibition fait partie de la législation de 26 des 48 États de l'Union.
Wayne Wheeler est à considérer comme un des principaux acteurs de la mise en place de la prohibition de l'alcool aux États-Unis, concrétisé par le Volstead Act, 18e amendement de la constitution des États-Unis voté en 1919 et dont Wayne Wheeler a rédigé l'ébauche. Le Volstead Act n'interdit pas la consommation d'alcool mais la fabrication, la vente, le transport, l'importation et l'exportation des boissons  contenant plus de 0,5 % d'alcool, à l'exception des boissons préparées au domicile privé, des breuvages médicaux ou encore du vin de messe. Le travail de Wayne Wheeler auprès des États pour la ratification de l'amendement permettra de rendre l’application de celui-ci en à peine treize mois et la prohibition devient effective le 16 janvier 1920.

### Décès
Déçu par le manque de parole et les nombreuses défections pour intérêts personnels des militants qu'il avait promu à des postes de responsabilité, Wayne Wheeler démissionne en 1927 de son poste. Retiré dans sa maison d'été de Little Point Sable dans le Michigan, sa dernière année est marquée par une tragédie familiale : en août, à la suite de l'explosion d'une cuisinière à essence, son épouse est grièvement brûlée et le père de celle-ci, témoin de l'accident, succombe à une attaque cardiaque. Mme Wheeler meurt le lendemain. Wayne Wheeler meurt peu après, le 5 septembre 1927, des suites d'une grave insuffisance rénale au sanatorium de Battle Creek.
Le 18e amendement est abrogé par F.D. Roosevelt dès son élection en 1933, mettant fin à la prohibition.

### Caractère et influence
Très strict avec lui-même, bien souvent au détriment de sa vie personnelle et familiale, il regrette fréquemment le manque de rigidité de nombre de ses collaborateurs.
Wayne Wheeler a exercé une grande influence politique et est réputé, à travers cette influence, avoir exercé un choix décisif sur le choix des candidats à la présidence des États-Unis. Entièrement dévoué à son combat, virulent dans sa dénonciation de l'alcool et de son trafic, ses manœuvres dans le lobbying ont parfois manqué de scrupules.

### Ouvrages
- Charles Marshall Hogan, Wayne Wheeler : Single Issue Exponent, éd. University of Cincinnati, 1986
- Daniel Okrent, Last Call: The Rise and Fall of Prohibition, éd. Simon and Schuster, 2010

### Articles
- David Hanson, « Wayne Bidwell Wheeler » in John A. Garraty et  Mark C. Cames, (éds.), American National Biography, éd. Praeger, 1999, vol. 23, p. 144–145
- Daniel Okrent, Wayne B. Wheeler : The Man Who Turned Off the Taps, in Smithsonian Magazine, mai 2010